# さいはて慕情
「さいはて慕情」（さいはてぼじょう）は、1971年3月に発売された渚ゆう子のシングル。

## 概要
ザ・ベンチャーズを起用し、『京都の恋』、『京都慕情』を連続ヒットさせた東芝音楽工業（現・EMIミュージック・ジャパン）のディレクター草野浩二は、この2曲のフォローアップ作品の制作にあたり、新たに作曲に筒美京平を起用する（作詞は林春生が継続）。筒美はベンチャーズサウンドで使用されていたエレキギターを抑えめにし、シャッフル系のリズムを用いたミディアムテンポの曲に仕上げる。曲の最後に流れる蒸気機関車の汽笛と走行音は、レコーディング・エンジニアの行方洋一が実際に北海道まで行って録音したものである。
本作はチャートTOP10入り（最高位6位）するヒットとなり、第13回日本レコード大賞の歌唱賞など、数々の音楽賞を受賞する。

## 収録曲
1. さいはて慕情
2. しのび雨
両曲とも、作詞：林春生　作曲・編曲：筒美京平

## 収録アルバム
- さいはて慕情 (#1、#2)
- ゴールデン・ディスク (#1)
- 渚ゆう子 オン・ステージ (#1、#2)
- 渚ゆう子 リサイタル (#1)
- ナイト・クラブの渚ゆう子 (#1)
- GOLDEN☆BEST 渚ゆう子 (#1)

他多数

## カバー
さいはて慕情
- 朝丘雪路（1971年） - アルバム『雨がやんだら／ある愛の詩 雪路ビッグ・ヒットを唄う Vol.2』『GOLDEN☆BEST 朝丘雪路 筒美京平を歌う』収録。
- 小柳ルミ子（1971年） - アルバム『私の十二曲〜日本抒情歌集』収録。
- 北原ミレイ（1971年） - アルバム『ざんげの値打ちもない』収録。